# Гідроніміка
Гідроніміка (від грец. υδωρ «вода» та όνομα «назва») —  розділ топоніміки, що вивчає назви природних водоймищ – річок, озер, морів, океанів, боліт, джерел, а також рукотворних – водяних споруд, зрошувальних систем, каналів, колодязів, криниць тощо. 
Українські гідроніми давні за походженням. Вони становлять найстаріший шар національної лексики, що розкриває неповторні особливості мови. Дослідники зазначають вікову доісторичну живучість гідронімів у часі, їх гранично-конкретну позначеність на етнічних українських землях. Адже на основній території нашої держави їх не перейменовували з доісторичних часів. Територія сучасної України з незапам’ятних часів і до 13 ст. включно знаходилась на шляху кочування різних народів і племен з Азії до Західної Європи. Гідроніми давніші за назви поселень з такими ж іменами і становлять з ними одну систему. Вони допомагають виявити географічні напрямки і шляхи міграції їхніх носіїв по території України і визначити їхню роль у нашій історії. Пам’ятки української писемності 11–12 ст. зафіксували сотні гідронімів, які розкривають історико-географічну інформацію про нашу землю та її мешканців, виявляють безпосередні особливості української мови. Вони дають щедрий матеріал для наукових висновків культурно-історичного, антропогенетичного, мовознавчого, історико-діалектологічного характеру про розвиток культури українського народу. 
Низка українських гідронімів була перенесена українськими переселенцями на землі Сибіру й Америки.